# Caryophyllales
Caryophyllales is een botanische naam, voor een orde van tweezaadlobbige planten: de naam is gevormd uit de familienaam Caryophyllaceae. Tegenwoordig erkent elk systeem van plantentaxonomie een orde onder deze naam.

## APG IV
Ten opzichte van het APG III-systeem is de orde uitgebreid met de families
- familie Kewaceae
- familie Macarthuriaceae
- familie Microteaceae
- familie Petiveriaceae, afgesplitst van Phytolaccaceae

## APG III
Ten opzichte van het APG II-systeem is de orde uitgebreid met de nieuwe families Limeaceae, Lophiocarpaceae, Montiaceae, Talinaceae en Anacampserotaceae.
In het APG III-systeem (2009) is de samenstelling als volgt:
- familie Achatocarpaceae
- familie Aizoaceae (IJskruidfamilie)
- familie Amaranthaceae (Amarantenfamilie)
- familie Anacampserotaceae
- familie Ancistrocladaceae
- familie Asteropeiaceae
- familie Barbeuiaceae
- familie Basellaceae
- familie Cactaceae (Cactusfamilie)
- familie Caryophyllaceae (Anjerfamilie)
- familie Didiereaceae
- familie Dioncophyllaceae
- familie Droseraceae (Zonnedauwfamilie)
- familie Drosophyllaceae
- familie Frankeniaceae
- familie Gisekiaceae
- familie Halophytaceae
- familie Limeaceae
- familie Lophiocarpaceae
- familie Microteaceae
- familie Molluginaceae
  - geslacht Macarthuria, polyfyletisch binnen Molluginaceae
  - geslacht Hypertelis, polyphyletisch binnen Molluginaceae
- familie Montiaceae
- familie Nepenthaceae
- familie Nyctaginaceae
- familie Physenaceae
- familie Phytolaccaceae (Karmozijnbesfamilie)
- familie Plumbaginaceae (Strandkruidfamilie)
- familie Polygonaceae (Duizendknoopfamilie)
- familie Portulacaceae (Posteleinfamilie)
- familie Rhabdodendraceae
- familie Sarcobataceae
- familie Simmondsiaceae (Jojobafamilie)
- familie Stegnospermataceae
- familie Talinaceae
- familie Tamaricaceae

## APG II-systeem
In het APG II-systeem (2003) is de samenstelling als volgt:
- orde Caryophyllales
  - familie Achatocarpaceae
  - familie Aizoaceae (IJskruidfamilie)
  - familie Amaranthaceae (Amarantenfamilie)
  - familie Ancistrocladaceae
  - familie Asteropeiaceae
  - familie Barbeuiaceae
  - familie Basellaceae
  - familie Cactaceae (Cactusfamilie)
  - familie Caryophyllaceae (Anjerfamilie)
  - familie Didiereaceae
  - familie Dioncophyllaceae
  - familie Droseraceae (Zonnedauwfamilie)
  - familie Drosophyllaceae
  - familie Frankeniaceae
  - familie Gisekiaceae
  - familie Halophytaceae
  - familie Molluginaceae
  - familie Nepenthaceae
  - familie Nyctaginaceae
  - familie Physenaceae
  - familie Phytolaccaceae (Karmozijnbesfamilie)
  - familie Plumbaginaceae (Strandkruidfamilie)
  - familie Polygonaceae (Duizendknoopfamilie)
  - familie Portulacaceae (Posteleinfamilie)
  - familie Rhabdodendraceae
  - familie Sarcobataceae
  - familie Simmondsiaceae (Jojobafamilie)
  - familie Stegnospermataceae
  - familie Tamaricaceae (Tamariskfamilie)

## APG-systeem
Dit is een geringe wijziging ten opzichte van het APG-systeem (1998) dat de volgende omschrijving hanteerde:
- orde Caryophyllales
  - familie Achatocarpaceae
  - familie Aizoaceae (IJskruidfamilie)
  - familie Amaranthaceae (Amarantenfamilie)
  - familie Ancistrocladaceae
  - familie Asteropeiaceae
  - familie Basellaceae
  - familie Cactaceae (Cactusfamilie)
  - familie Caryophyllaceae (Anjerfamilie)
  - familie Didiereaceae
  - familie Dioncophyllaceae
  - familie Droseraceae (Zonnedauwfamilie)
  - familie Drosophyllaceae
  - familie Frankeniaceae
  - familie Molluginaceae
  - familie Nepenthaceae
  - familie Nyctaginaceae
  - familie Physenaceae
  - familie Phytolaccaceae (Karmozijnbesfamilie)
  - familie Plumbaginaceae (Strandkruidfamilie)
  - familie Polygonaceae (Duizendknoopfamilie)
  - familie Portulacaceae (Posteleinfamilie)
  - familie Rhabdodendraceae
  - familie Sarcobataceae
  - familie Simmondsiaceae (Jojobafamilie)
  - familie Stegnospermataceae
  - familie Tamaricaceae

## Cronquist-systeem
De orde zoals omschreven door het APG-systeem komt veeleer overeen met de onderklasse Caryophyllidae in het Cronquist-systeem (1981) dan met de orde. Cronquist hanteerde de volgende omschrijving voor de orde:
- orde Caryophyllales
  - familie Achatocarpaceae
  - familie Aizoaceae (IJskruidfamilie)
  - familie Amaranthaceae (Amarantenfamilie)
  - familie Basellaceae
  - familie Cactaceae (Cactusfamilie)
  - familie Caryophyllaceae (Anjerfamilie)
  - familie Chenopodiaceae
  - familie Didiereaceae
  - familie Molluginaceae
  - familie Nyctaginaceae
  - familie Phytolaccaceae (Karmozijnbesfamilie)
  - familie Portulacaceae (Posteleinfamilie)

Een aantal families die in het APG-systeem bij de orde Caryophyllales ingedeeld worden, werden in het Cronquist-systeem bij andere ordes ingedeeld:
- in de orde Nepenthales
  - werd namelijk ingedeeld de familie Droseraceae (Zonnedauwfamilie)
- in de orde Plumbaginales
  - werd namelijk ingedeeld de familie Plumbaginaceae (Strandkruidfamilie), die familie werd dus ingedeeld onder zijn eigen orde
- in de orde Polygonales
  - werd namelijk ingedeeld de familie Polygonaceae (Duizendknoopfamilie), die familie werd dus ingedeeld onder zijn eigen orde
- in de orde Euphorbiales
  - werd namelijk ingedeeld de familie Simmondsiaceae (Jojobafamilie), die familie en alle andere families in de orde Euphorbiales zijn in het APG-systeem verhuisd naar andere ordes

Overigens willen sommigen (zie Tree of Life web project) de orde-volgens-APG splitsen in een orde Polygonales (non-core Caryophyllales) en een orde Caryophyllales (core Caryophyllales). Deze nieuwe orde lijkt dan weer meer op de orde-volgens-Cronquist.